# Les Carnets de Turner
Pour les articles homonymes, voir Turner.

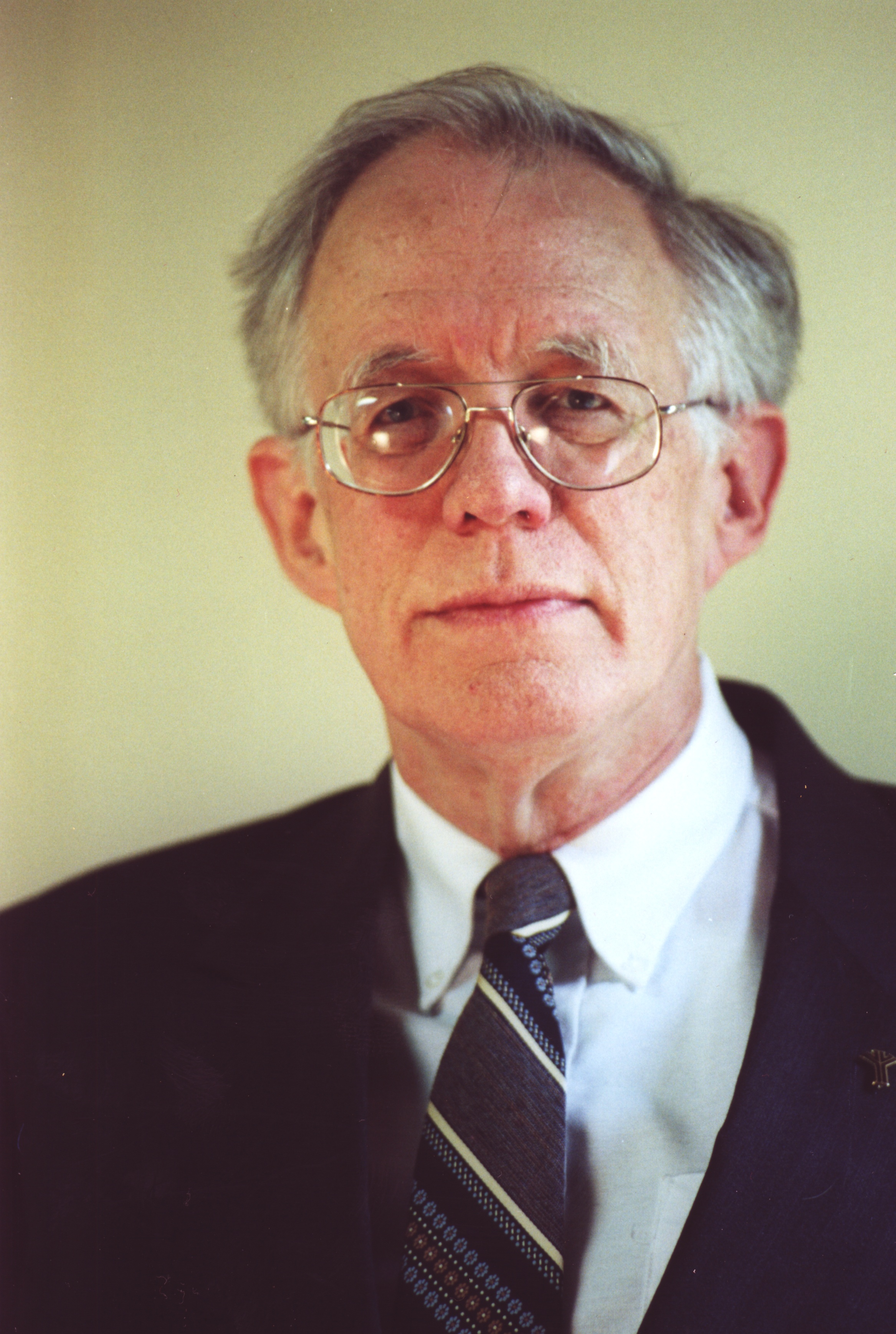
William Luther Pierce III.

Les Carnets de Turner (The Turner Diaries) est un roman américain écrit par William Luther Pierce sous le pseudonyme d'« Andrew Macdonald » et publié en 1978. Marqué par le suprémacisme blanc, ouvertement raciste et antisémite, il justifie aussi les massacres d'innocents (comme moyen de contrôle de la population), ainsi que les génocides.
Ce roman d'anticipation décrit un coup d'État mené aux États-Unis par des suprémacistes blancs. Les protagonistes du livre, décrits sous un jour positif, s'en prennent au gouvernement des États-Unis, mais aussi aux Noirs et aux Juifs, ces derniers étant décrits comme contrôlant l'État américain. 
Les ventes du livre ont contribué à financer les activités de la National Alliance de William Pierce. L'ouvrage est considéré par l'écrivain Aidan Doyle comme ayant inspiré des attentats d'extrême droite comme celui d'Oklahoma City en 1995.
L'ouvrage est interdit en France, en Allemagne et au Canada.
Le roman suit Earl Turner, qui prend part au renversement apocalyptique du gouvernement fédéral des États-Unis (qui fait partie de ce qui est appelé « le système » tout au long du roman). Turner et ses compagnons insurgés mènent une guerre raciale qui commence en Amérique du Nord et se propage au reste du monde.

## Résumé
Un récit-cadre décrit des faits de 2099 (cent ans après les événements représentés) et donne au texte principal du roman un contexte historique, qui est présenté comme le journal d'Earl Turner, membre actif d'un mouvement révolutionnaire blanc. Alors que l'histoire commence, le gouvernement fédéral a confisqué toutes les armes à feu civiles du pays en vertu de la loi Cohen. Turner et ses cohortes soutiennent leur organisation pour mener une guérilla contre le système, qui est décrit comme étant sous contrôle juif.
Le « système » commence par la mise en œuvre de nombreuses lois répressives contre diverses formes de haine, en qualifiant de crime de haine le fait, pour les blancs, de se défendre lorsque des crimes sont commis contre eux par des non-blancs, même après que toutes les armes ont été confisquées, et en poussant pour de nouvelles mesures de surveillance afin de surveiller ses citoyens, par exemple en les obligeant à posséder un passeport spécial à tout moment et en tout lieu afin de surveiller en permanence où se trouvent les individus. L'« Organisation » commence ses campagnes en commettant des actes tels que le bombardement du siège du FBI, puis en exécutant une campagne continue de bas niveau de résistance et de sabotage économique aux États-Unis. Turner joue un grand rôle dans les activités dans la région de Washington, D.C. Lorsque le président des États-Unis prononce un discours dénonçant les racistes et exigeant que tous les membres de l'Organisation soient traduits en justice, Turner et d'autres membres de l'Organisation lancent des mortiers dans les rues de Washington de loin, forçant le président et d'autres représentants du gouvernement à être évacués. Dans une autre scène, Turner assiste à un défilé antiraciste au cours duquel des Blancs qui ne font pas partie du défilé sont écartés et battus (parfois à mort) par des marcheurs non blancs. La marche finit par se transformer en une émeute à grande échelle. Les exploits de Turner conduisent à son initiation à l'« Ordre », un groupe rebelle secret qui se compose d'un groupe d'élite de cerveaux de la révolution, qui dirigent secrètement l'Organisation et dont l'existence reste inconnue à la fois des membres ordinaires de l'Organisation et du Système. Plus tard, la cachette de Turner est pillée par les forces de l'ordre. Au cours de la bataille d'armes à feu qui a suivi avec les autorités, tout le monde dans l'unité parvient à s'échapper, mais Turner est capturé après avoir presque été tué. Il est arrêté et envoyé dans une base militaire pour être interrogé par le FBI et un officier du renseignement israélien. Il est torturé pour forcer la divulgation d'informations, mais résiste. Les interrogateurs ne parviennent pas à lui extraire les informations les plus précieuses, ignorant l'existence de l'Ordre. Les journaux intimes reprennent deux ans plus tard, lorsque la prison militaire est attaquée par d'autres membres de l'Organisation et Turner est libéré. 
Finalement, l'Organisation prend le contrôle physique des armes nucléaires à la base aérienne de Vandenberg en Californie du Sud et cible New York et Tel Aviv.
L'une des dernières étapes de la victoire de l'Organisation est sa trêve avec le reste des généraux de l'armée américaine, qui acceptent de se rendre si la première jure de ne pas leur faire de mal ni à leur famille immédiate. L'Organisation accepte volontiers.

## Diffusion et impact de l’œuvre
Le texte circule dans les milieux d'extrême-droite anglophones et francophones.
Le suprémaciste blanc Timothy McVeigh a été inspiré par ce livre, ce qui l'a amené à réaliser l'attentat d’Oklahoma City en 1995.